# Tetrastigma jinghongense
Tetrastigma jinghongense är en vinväxtart som beskrevs av Chao Luang Li. Tetrastigma jinghongense ingår i släktet Tetrastigma och familjen vinväxter. Inga underarter finns listade i Catalogue of Life.